# Gabriel Simion
Gabriel Simion (sinh ngày 22 tháng 5 năm 1998 ở Bucharest) là một cầu thủ bóng đá người România thi đấu ở vị trí hậu vệ phải cho Juventus București theo dạng cho mượn từ Steaua București.

## Thống kê

### Câu lạc bộ
| Club                | Mùa giải            | League  | League    | Cup     | Cup       | Cúp Liên đoàn | Cúp Liên đoàn | Châu Âu | Châu Âu   | Khác    | Khác      | Tổng cộng | Tổng cộng | Tổng cộng |
| Club                | Mùa giải            | Số trận | Bàn thắng | Số trận | Bàn thắng | Số trận       | Bàn thắng     | Số trận | Bàn thắng | Số trận | Bàn thắng | Số trận   | Bàn thắng |           |
| ------------------- | ------------------- | ------- | --------- | ------- | --------- | ------------- | ------------- | ------- | --------- | ------- | --------- | --------- | --------- | --------- |
| Steaua București    | 2016–17             | 0       | 0         | 0       | 0         | 1             | 0             | 0       | 0         | –       | –         | 1         | 0         |           |
| Steaua II București | 2016–17             | 24      | 1         | –       | –         | –             | –             | –       | –         | –       | –         | 24        | 1         |           |
| Academica Clinceni  | 2017–18             | 18      | 1         | 0       | 0         | –             | –             | –       | –         | –       | –         | 18        | 1         |           |
| Juventus București  | 2017–18             | 8       | 0         | –       | –         | –             | –             | –       | –         | –       | –         | 8         | 0         |           |
| Tổng cộng sự nghiệp | Tổng cộng sự nghiệp | 50      | 2         | 0       | 0         | 1             | 0             | 0       | 0         | –       | –         | 51        | 2         |           |

Thống kê chính xác đến trận đấu diễn ra ngày 22 tháng 5, 2018